# パネットーネ

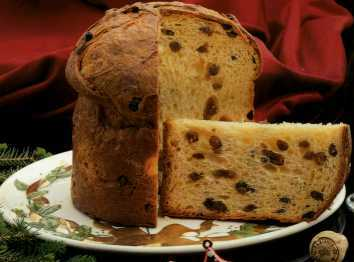
パネットーネ

パネットーネ (伊: Panettone) は、イタリアの伝統的なドライフルーツが入った発酵菓子パンの一つ。ミラノの銘菓。パンドーロと共にクリスマス特有の菓子の一つである。パネトーネとも呼ばれる。

## 概要
サワードウの一種であるパネットーネ種を用いて発酵させたパンで、保存期間が長いことに特徴がある。一般的にはブリオッシュ生地の中に、レーズン、プラム、オレンジピール、その他のドライフルーツを刻んだものを混ぜ込んで焼き上げた、甘く柔らかなドーム型の菓子パンで「大きなパン」の意味。また、アントーニオという職人が焼いたパンだからという説もある。トーニのパンという意味のパーネ・ディ・トーニ (pane di toni) が訛ったとされる（トーニはアントーニオの愛称）。

## パネットーネ種
生後すぐ初乳を飲んだ後の子牛の腸内から採集した物質と小麦粉を混合した発酵種。藤本の報告では、ラクトバシラス属乳酸菌 Lactobacillus sanfranciscensis と出芽酵母 Saccharomyces exiguus、一方、丸山らの研究によれば、優勢菌種としてカンジダ属酵母 Candida milleri と乳酸菌 Lactobacillus sanfranciscensis の生息が報告されている。種の管理の仕方はイタリアでも水に浮かばせる方法と布に包む方法の二種類ある。

## 種類
伝統的にはザバイオーネ（マルサラワインを混ぜたカスタード）を添えるが、少しトースターで焼いたパネットーネに生クリームやバニラアイスを添えることも一般的である。
ドライフルーツが入らないものはパンドーロ（伊：pandoro）と呼ばれるが、こちらはヴェローナの銘菓である。八角形の星型様の独特な形で非常にキメの細かい粉糖をかけて切り分けて食す。復活祭には似たような菓子パンが焼かれるが、こちらはコロンバ・パスクアーレ（伊：colomba pasquale）といい聖霊の象りである鳩の形をしている。オレンジピールにアマレッティ（杏仁）が香り、表面には白い砂糖菓子が飾られる。いずれも香りと甘さのしっかりした菓子パンである。

## クリスマス
クリスマス前の4週間（待降節）には各家庭で焼かれ親族や友人に配る習慣があり、この時期になると大きなパネットーネが家の中にゴロゴロしていたが、現在はパン屋で購入して済ませる傾向にある。スーパーマーケットではパッケージにおさめられたものも多く販売されている。クリスマス前には多くのコンテストがイタリア各地で開催される。ミラノが発祥ともいわれているが、イタリア全土に行き渡っている。インダストリアルなパネットーネもあるが、手作りのアルティザンパネットーネが注目されている。
トリノでは、Nuvola di Ghigoというバタークリームを塗った上に粉砂糖をかけたパネットーネがクリスマス期間中に食される。